# 利诺特河畔罗什和索朗莱科尔迪耶
利诺特河畔罗什和索朗莱科尔迪耶（法語：Roche-sur-Linotte-et-Sorans-les-Cordiers，法語發音：[ʁɔʃ syʁ linɔt e sɔʁɑ̃ le kɔʁdje]）是法国上索恩省的一个市镇，属于沃苏勒区。该市镇于1808年由原市镇利诺特河畔罗什（Roche-sur-Linotte）和索朗莱科尔迪耶（Sorans-les-Cordiers）合并而成。

## 地理
利诺特河畔罗什和索朗莱科尔迪耶（47°28'23"N, 6°12'11"E）面积9.34 平方千米，位于法国勃艮第-弗朗什-孔泰大區上索恩省，该省份为法国东部内陆省份，北起顺时针与孚日省、贝尔福地区省、杜省、汝拉省、科多尔省和上马恩省接壤。

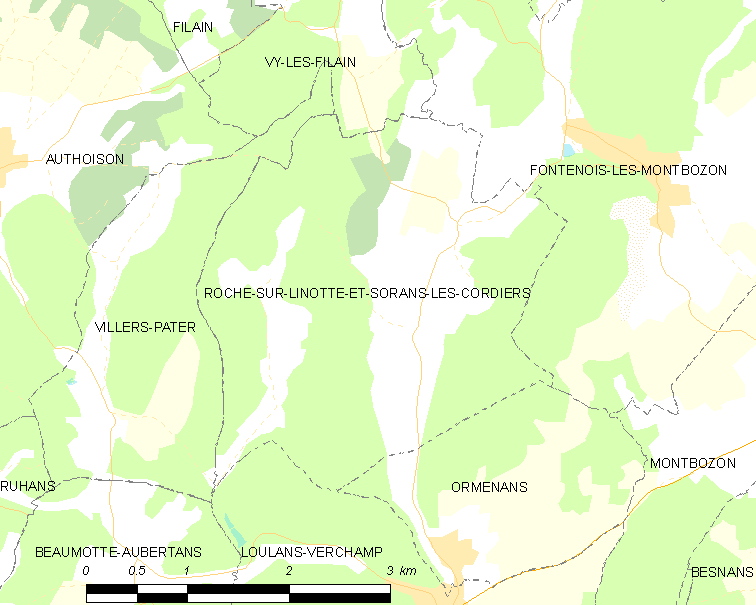
利诺特河畔罗什和索朗莱科尔迪耶的OSM定位图

与利诺特河畔罗什和索朗莱科尔迪耶接壤的市镇（或旧市镇、城区）包括：维莱菲兰、丰特努瓦莱蒙博宗、卢朗-韦尔尚、奥尔默南。
利诺特河畔罗什和索朗莱科尔迪耶的时区为UTC+01:00、UTC+02:00（夏令时）。

## 行政
利诺特河畔罗什和索朗莱科尔迪耶的邮政编码为70230，INSEE市镇编码为70449。

## 政治
利诺特河畔罗什和索朗莱科尔迪耶所属的省级选区为里奥县。

## 人口
利诺特河畔罗什和索朗莱科尔迪耶于2022年1月1日时的人口数量为68人。

1962-2008年间利诺特河畔罗什和索朗莱科尔迪耶人口变化图示